# Droga krajowa nr 153 (Kostaryka)
Droga krajowa nr 153 (hiszp. Ruta Nacional Secundaria 153/Ruta 153) – jedna z dróg krajowych w Kostaryce. Znajduje się ona w prowincji Alajuela.

## Opis
W prowincji Alajuela droga krajowa nr 153 przebiega przez kanton Alajuela (przez dystrykty Alajuela i Río Segundo).